# 김영희 (1944년)
김영희(金永喜, 1944년 ~ )는 대한민국의 닥종이 인형 디자이너이다.

## 생애
황해도 해주에서 출생했고, 유년기는 충북 제천에서 보냈다. 홍익대 회화과를 졸업한 뒤 1971~1977년 제천 송학중학교에서 미술 교사로 일했다. 34세에 닥종이 인형가로 데뷔했다. 국내를 비롯 독일 뮌헨 박물관, 주체코 한국대사관 등에서 전시회를 열었다. 

## 저서
- 아이를 잘 만드는 여자(1992년)
- 뮌헨의 노란 민들레(1994년)
- 눈화장만 하는 여자
- 엄마를 졸업하다(2012년)

## 가족
대학교 때 만난 남편과 사별한 뒤 세 아이를 키우다가 미국 잡지 '내셔널지오그래픽'에 소개된 것을 보고 한국으로 찾아온 독일인과 결혼해 독일로 건너가 두명을 낳아 자식은 다섯 명이다.